# Doug Bing
Douglas „Doug“ Bing (* 27. Oktober 1928 in Broadstairs; † 5. Februar 2013 in Margate) war ein englischer Fußballspieler.

## Karriere
Bing kam im Sommer 1950 von den St. Peters Old Boys zum FC Margate. Nach nur 14 Einsätzen für den in der Kent League spielenden Klub wechselte er auf Empfehlung seines Trainers Almer Hall am Neujahrstag 1951 für 1.250 Pfund, eine Rekordablösesumme für Margate, zu West Ham United. Dort wurde Bing, der bei Margate als Halb- und Außenstürmer eingesetzt wurde, auf die Position des Außenläufers zurückgezogen und gab am 1. September 1951 gegen Hull City sein Profidebüt in der Second Division. In den folgenden vier Spielzeiten war er Ergänzungsspieler bei West Ham und kam dabei zu insgesamt 33 Pflichtspieleinsätzen.
Im Sommer 1955 kehrte er zu Margate zurück und übernahm zur Saison 1956/57 die Kapitänsbinde. Auf Anraten seiner Ärzte beendete er im Januar 1959 seine Karriere, nachdem ihn eine im April 1957 erlittene Leistenverletzung seither vom Spielgeschehen ferngehalten hatte. Sein Bruder Tommy Bing spielte ebenfalls für Margate und stand zwischen 1954 und 1959 beim West-Ham-Rivalen Tottenham Hotspur unter Vertrag.
Beruflich war Bing beim Modellbahnhersteller Hornby Railways beschäftigt.